# Spring of Life
「Spring of Life」（スプリング・オブ・ライフ）は、Perfumeの15枚目のシングル。2012年4月11日にPerfume Records / ユニバーサルJから発売。

## 解説
前作「スパイス」以来約5か月ぶりのシングル。ユニバーサルミュージック合同会社移籍第1弾シングルで、2012年最初のシングル。初の専用レーベル『Perfume Records』からのリリースとなった作品。
表題曲「Spring of Life」は、キリンチューハイ 氷結「氷結 MAGICAL MUSIC」篇のCMソング 。カップリング曲「コミュニケーション」は、カンロ「ピュレグミ」CMソング。
また、「JPN」に続いて日本を除く世界50ヶ国のiTunes Storeで同時配信された。「JPN」がCD発売から約4か月後に配信がスタートしたのに対し、今回はCD発売日と同日に配信がスタートしたため、このシングルが全世界一斉リリースの第1弾作品となった。
初動9.4万枚を売り上げ、「レーザービーム/微かなカオリ」でのこれまでの最高初動を上回った。

### CD
| 全作詞・作曲: 中田ヤスタカ（編曲含む）。 |                                                |                           |                           |      |
| #                                        | タイトル                                       | 作詞                      | 作曲・編曲                | 時間 |
| 1.                                       | 「Spring of Life」                             | 中田ヤスタカ （編曲含む） | 中田ヤスタカ （編曲含む） | 3:49 |
| 2.                                       | 「コミュニケーション」                         | 中田ヤスタカ （編曲含む） | 中田ヤスタカ （編曲含む） | 3:56 |
| 3.                                       | 「Spring of Life -Original Instrumental-」     | 中田ヤスタカ （編曲含む） | 中田ヤスタカ （編曲含む） | 3:49 |
| 4.                                       | 「コミュニケーション -Original Instrumental-」 | 中田ヤスタカ （編曲含む） | 中田ヤスタカ （編曲含む） | 3:57 |
| 合計時間:                                | 合計時間:                                      | 15:31                     |                           |      |

### DVD（初回限定盤のみ）
1. Spring of Life -Video Clip-